# Роб Голлідей
Роб Голлідей (англ. Rob Holliday) (народився 8 червня 1979 р.) — професійний музикант, який за свою кар'єру був концертним гітаристом Ґері Ньюмана, гуртів Marilyn Manson та The Prodigy,. У 2007 р. Роб став «живим» басистом Marilyn Manson, проте у січні 2008 р. він почав виконувати обов'язки гітариста, оскільки до складу групи повернувся колишній учасник Твіґґі, який відіграв на бас-гітарі решту виступів туру Rape of the World Tour.

## Музична кар'єра

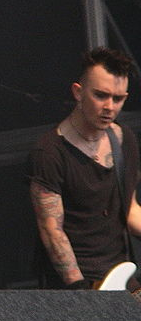
Роб Голлідей у складі гурту Ґері Ньюмана
(вересень 2008 р.)

Голлідей є одним з двох членів гурту Sulpher, в якому він співає, грає на гітарі та пише тексти пісень. Група видала один альбом Spray і два сингли «One of Us» та «You Ruined Everything». Наразі колектив працює над другою платівкою. До складу Sulpher також входить продюсер, звукоінженер і барабанщик Монті, відомий своєю роботою з Curve, Cocteau Twins, Gang of Four, The Jesus and Mary Chain. Під час концертів з групою також виступає гітарист Тім Мад.
Свого часу багато фанів вважали, що Роб став повноцінним учасником Marilyn Manson. В інтерв'ю під назвою «Усі тепер страждатимуть» (англ. Everyone Will Suffer Now) для фан-сайту The Heirophant Менсон зазначив, що Голлідей таки увійде до складу гурту. Проте цього не сталося. Музикант не записав з групою жодного альбому. 14 грудня 2009 р. Роб зіграв з колективом на сцені трек «Little Horn». 

## Дискографія

### Sulpher
- Spray (2003)

### Ґері Ньюмен
- Pure (2000)
- Scarred (2003)
- Hybrid (2003)
- Live at Shepherd's Bush Empire (2004)
- Jagged (2006)

### Curve
- Gift (2001)

## Діяльність
- Low Art Thrill — гітара (1996–1997)
- Sulpher — тексти пісень, гітара, вокал (1999-понині)
- The Mission — концертний гітарист (2001–2004)
- Curve — концертний басист (2002)
- Ґері Ньюмен — продюсер, реміксер, концертний гітарист і басист (2000–2006)
- The Prodigy — концертний гітарист і басист (2005-понині)
- Flint — концертний басист (2003)
- Marilyn Manson — концертний басист (2007), концертний гітарист (2008)